# Adam Sokołowski (1898–1984)
Adam Sokołowski (ur. 12 września 1898 w Zakopanem, zm. 1 lutego 1984 w Krakowie) – polski lekarz, taternik, alpinista, działacz ochrony przyrody.

## Życiorys
Był synem Stanisława Sokołowskiego oraz Agnieszki z Walczaków, bratem Mariana, Stanisława, Witolda, Jana i Zofii. Jego córką jest botaniczka Alicja Sokołowska-Kulczycka. Został pochowany na Cmentarzu Zasłużonych na Pęksowym Brzyzku.
W latach 1917–1918 walczył w Albanii w armii austriackiej, później brał zaś udział w obronie Lwowa. Do 1921 roku był żołnierzem Wojska Polskiego. Studiował medycynę na Uniwersytecie Jagiellońskim, dyplom zdobył w 1926 roku. W 1947 roku został docentem, a w latach 1948–1960 pełnił funkcję zastępcy kierownika oddziału krakowskiego Instytutu Reumatologicznego. W 1956 roku objął stanowisko profesora nadzwyczajnego, zaś cztery lata później został dyrektorem wspomnianego instytutu.
Na początku dwudziestolecia międzywojennego Sokołowski należał do najlepszych wspinaczy aktywnych w Tatrach. Najczęstszymi jego partnerami górskimi byli brat Marian, Stefan Makowski, Jan Kazimierz Dorawski i Kazimierz Piotrowski. Należał wraz z Karolem Wallischem, Dorawskim, Kazimierzem Mischke i innymi do grupy taterników skupionej wokół Mariana, nazywanej Sokołowszczyzną. W latach 1925–1927 był członkiem zarządu Sekcji Turystycznej PTT, później aktywny w Sekcji Taternickiej AZS w Krakowie (od 1932 do 1935 roku był jej prezesem). W 1934 roku wspinał się też w Alpach.
Od 1925 roku publikował w „Taterniku” artykuły o tematyce tatrzańskiej, a od 1934 roku zabierał głos w kwestiach ochrony przyrody w czasopismach i gazetach takich jak „Głos Narodu”, „Czas”, „Taternik” czy „Polska Zbrojna”.
Pochowany na cmentarzu Rakowickim w Krakowie (kwatera AA-płd.-11).

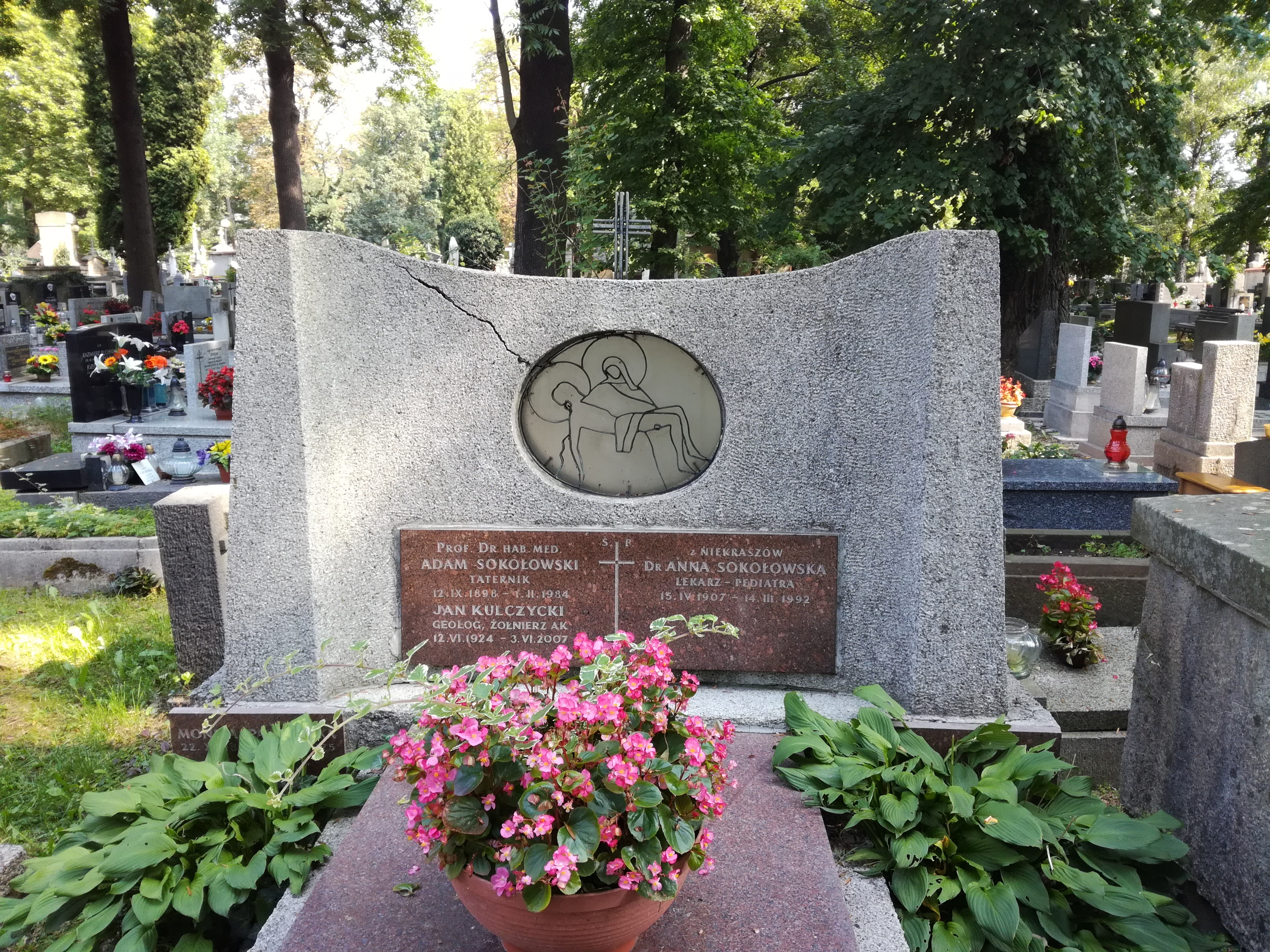
Grób prof. Adama Sokołowskiego na cmentarzu Rakowickim

## Osiągnięcia wspinaczkowe
- pierwsze wejście północną ścianą Koziego Wierchu (1921, z bratem Marianem),
- powtórzenie przejścia południową ścianą Zamarłej Turni (1923, z Marianem)[2],
- pierwsze wejście lewą częścią wschodniej ściany Mięguszowieckiego Szczytu Wielkiego (1924),
- pierwsze wejście północno-zachodnim żebrem Zasłonistej Turni (1924)[1],
- drugie przejście południowej ściany Batyżowieckiego Szczytu (1924, ze Zbigniewem i Jerzym Rzepeckimi oraz Stefanem Makowskim),
- drugie przejście południowej ściany Małego Lodowego Szczytu (1924, z Rzepeckimi i Makowskim),
- trzecie przejście południowej ściany Lodowej Kopy (1925, z Janem Kazimierzem Dorawskim),
- pierwsze zimowe przejście ze Świnicy na Zawrat (1924, z Marianem oraz Markiem Korowiczem),
- pierwsze zimowe przejście Czarnymi Ścianami (1924, z Marianem oraz Kazimierzem Mischke),
- pierwsze zimowe przejście z Bańdziocha przez północną ścianę na Mięguszowiecki Szczyt Wielki (1925, z Dorawskim i Kazimierzem Piotrowskim)[2],
- pierwsze zimowe wejście północno-wschodnim żlebem Świnicy (1925),
- pierwsze zimowe wejście na Żabiego Mnicha (1925)[1].